# Astronomie maya
L'astronomie maya tend à relier les énergies de la Terre avec celles du Cosmos. Elle est basée sur les changements de position des planètes.
La vie des Mayas était réglée sur le cosmos et le mouvement des corps célestes qu’ils étudiaient à l’aide de gnomons (nos cadrans solaires). À cet effet, ils ont construit des observatoires dont certaines ouvertures étaient dirigées sur l’orbite des planètes.
Férus d'astronomie et brillants mathématiciens, ils faisaient de savants calculs qu’ils inscrivaient dans des « Codex » dont il reste de nos jours que trois exemplaires. La plupart furent détruits à la suite de l’invasion espagnole.
Grâce à ces observations, ils ont pu dresser leurs différents calendriers, dont certains étaient d’une grande complexité et d’une extrême précision. Ceux-ci leur permettaient de compter le temps afin de déterminer aussi bien les phases de la lune, la position du soleil au moment des éclipses, des solstices et des équinoxes, que les cycles de la nature. Ils leur servaient aussi à dire l’avenir et à fixer les dates des grandes cérémonies. Leurs observations étaient dirigées principalement vers Vénus, mais aussi les Pléiades (dont les mayas cosmiques seraient originaires), Mars, Jupiter, Saturne...
La Voie lactée semble avoir joué un rôle important chez les Mayas, la Voie lactée est perçue comme étant la route mythique qu’empruntent les âmes lorsqu’elles voyagent des profondeurs souterraines vers les cieux de l’au-delà. D’après leurs calculs astronomiques basés sur la position des planètes, ils ont découvert le point de croisement de l’écliptique avec la Voie Lactée. Ils l’ont appelé l’Arbre Sacré d’après sa forme. Cela les a conduit à constater que le moment où le soleil entre en conjonction avec cet Arbre Sacré représente une ouverture vers un niveau de développement de la conscience spirituelle, une autre dimension.
La dernière conjonction s'est située au solstice d’hiver de 2012, soit le 21 décembre, cette date étant le premier jour d’un nouveau cycle de 5 200 ans. 

## L'Astronomie au service du pouvoir
Les Mayas disposaient du savoir nécessaire afin d'anticiper les éclipses, les équinoxes et les solstices. 
Cependant, une équipe d’archéologues vient de démontrer que l’astronomie aurait été bien plus qu’une science pour les Mayas ainsi qu’un outil de propagande politique. Dans le complexe de Washaktun, en 1925, des archéologues mirent au jour des bâtiments orientés dans un axe est-ouest, nord-sud et découvrirent que trois temples étaient parfaitement alignés aux positions du soleil de chaque début de saison. Sachant que les Mayas étaient de brillants astronomes et savants mathématiciens, les archéologues en déduisirent qu’il s’agissait d’un observatoire astronomique.
Mais à la suite de ses investigations dans un autre complexe, Tikal, similaire à Washaktun, l’archéologue Vilma Fialco relève la présence d’anomalies structurelles sur ce complexe. En effectuant des mesures topographiques, l’archéologue constate des irrégularités dans l’alignement des bâtiments. Le nord est décalé de six degrés et de 45 minutes à l’est. En connaissant la capacité des Mayas à construire des alignements parfaits par rapport à des données astronomiques, ces anomalies contredisent alors l’idée d’observatoire astronomique. Donc, ce n’était pas grave pour les constructeurs que le complexe soit décalé.
Il avait alors une autre fonction. « Ces grands complexes architecturaux, comme le monde perdu, étaient en fait utilisés comme d’immenses scènes où l’on organisait des cérémonies religieuses ou publiques » en déduit Vilma Fialco, à la suite de la découverte de traces d’un sacrifice multiple devant l’un des temples. Chez les Mayas, il existait une connexion importante entre l’astronomie, la vision du cosmos et la religion. Ce sont les rois qui organisaient ces cérémonies et faisaient ériger des stèles commémoratives. Ils se sont approprié le savoir astronomique, très impressionnant aux yeux du peuple. C’était une manière pour les rois de s’élever au rang d’ancêtre déifié grâce aux symboles de l’astronomie synonymes de sacré, de pouvoir et de religion. Ces édifices étaient des objets politiques utilisés par les rois pour légitimer leur pouvoir.